# Arquitectura en Cartagena
La ciudad de Cartagena (España) cuenta con un amplio número de edificios destacados que abarcan desde la dominación púnica en el siglo III a. C. a la actualidad.

## Construcciones de la Antigüedad: patrimonio arqueológico
- Muralla púnica. La edificación más antigua que se encuentra en la ciudad es la muralla construida por los cartagineses, de la que se conserva una parte que es visitable en un centro de interpretación construido a tal fin. Está realizada en bloques de piedra arenisca. Data del siglo III a. C. (la dominación púnica en Cartagena tuvo lugar entre el 227 y el 209 a C), siendo conocida entonces con el nombre de Qart Hadasht). Se trata de la única edificación militar de este tipo y periodo que se conserva en Europa.

- Augusteum. Una reciente construcción permitió la visita pública en su sótano a los restos de un edificio romano, que en origen fue sede de los sacerdotes dedicados al culto del emperador César Augusto. Construido en el siglo I a. C. junto al foro de la ciudad, es conocido como Augusteum.

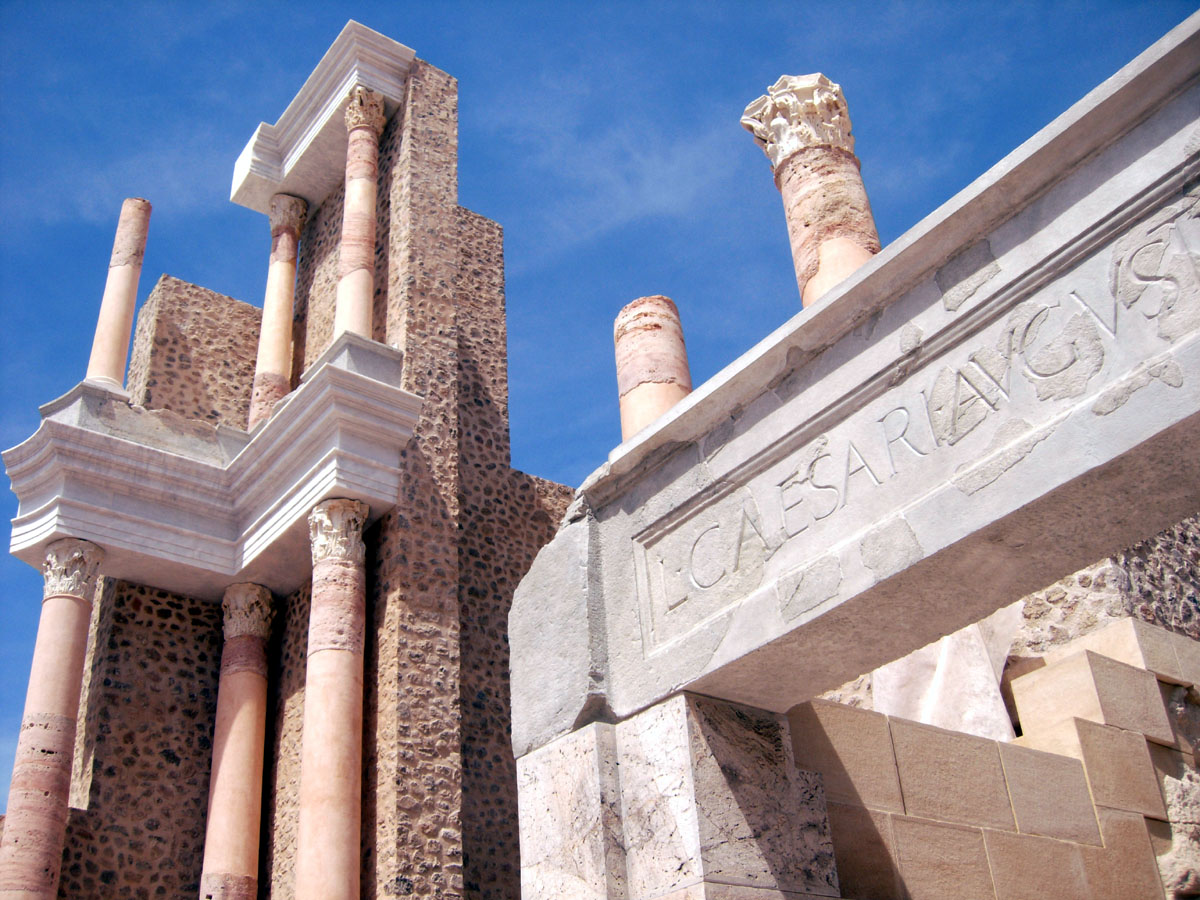
Escena del teatro romano.

- Casa de la Fortuna. Situada en la plaza de Risueño, es un espacio visitable conservado en el sótano de construcciones modernas. Se trata de un tramo de calzada con restos a ambos lados de sendas viviendas del siglo I a. C. Destacan las pinturas murales y mosaicos que se conservan de estas viviendas.

- Torre Ciega. Situado en los accesos de Cartagena, se denomina así a un monumento funerario romano del siglo I a. C. Su nombre se debe a que su estructura carece de vanos. Se trata de una base cúbica decorada en el llamado "opus reticulatum" sobre la que se sitúa una estructura cilíndrica. Estaba ubicada en una necrópolis situada junto a una de las principales vías romanas de acceso a Cartagena.

- Anfiteatro romano. Bajo la plaza de toros que se levantó en el siglo XIX, y que actualmente está abandonada, se encuentran los restos del que fuera anfiteatro romano de la ciudad de Carthago Nova, que se cree construido en el siglo I muy probablemente sobre una construcción similar anterior, de época republicana. A falta de un proceso de excavación y recuperación integral, es posible una visión parcial de alguna de las zonas ya excavadas.

- Teatro romano. Se trata de la más destacada de las construcciones de época romana que se conservan en Cartagena. Su construcción tuvo lugar entre los años 5 a. C. y 1 a. C. y su aforo (6.000 espectadores) lo situó como el segundo más grande de Hispania tan solo por detrás del de Sagunto. Descubierto de forma inesperada cuando se procedía a la construcción de un Centro de Artesanía en 1988, dos años más tarde se supo que se trataba de un teatro que había sido construido excavando el cerro de la Concepción, que alberga la cavea o grada del mismo. Se inició entonces un proceso de excavación y restauración que está próximo a culminar y que incluirá un museo diseñado por Rafael Moneo.

- Barrio y museo del foro romano de Cartagena. Se trata de un conjunto de edificaciones romanas en torno a una de las principales vías de la ciudad en aquellos siglos: el decumano Máximo, que comunicaba el foro con la zona portuaria. Desde este decumano se accedía a un gran conjunto termal y a un gran edificio con un atrio que ha sido identificado como una sede de un collegium. Junto a éste, separado por un cardo, se encuentra un santuario dedicado a la diosa Isis. Para otoño de 2020 está prevista la apertura del nuevo museo del foro romano de Cartago Nova.

- Cerro del Molinete. Se trata de una de las cinco colinas que delimitaban el espacio urbano de la Cartagena clásica y en el que se han encontrado bastantes restos de gran valor arqueológico. Destacan un conjunto urbano (domus), un templo, la muralla del Deán y un molino de viento. Actualmente sigue en excavación.

- Necrópolis de San Antón. Datada en los siglos IV y V consiste en una serie de túmulos, fosas y panteones de unos 700 m² de extensión situada en las inmediaciones de la que fue laguna del Almarjal. Se trata de una peculiar necrópolis tardorromana, dado que sus tumbas son ya de la época en la que el cristianismo era la religión oficial del Imperio. Se encuentra en el interior del Museo Arqueológico Municipal.

- Casa de Salvius. El yacimiento, correspondiente a una domus de época altoimperial, se halló en la calle del Alto, en el barrio universitario. Se trata de una domus en "U" articulada en torno a un jardín con peristilo y en cuyas habitaciones se encuentra una rica decoración geométrica y motivos pictóricos que adornan las paredes. Un mosaico en blanco y negro en buen estado de conservación con la inscripción de "SALVIUS" da nombre al hallazgo.

## Las construcciones militares
- Castillo de la Concepción. Aunque la ciudad de Cartagena contó desde antiguo con un castillo tal y como citan las fuentes romanas, no puede afirmarse con rotundidad que se trate del existente en la cima del cerro de la Concepción, dado que los restos más antiguos del mismo, aun con materiales romanos, datan de la época de la dominación musulmana. La construcción actual data del reinado de Enrique III (siglo XIV) y tuvo, durante siglos, diversas funciones militares. En 1924], el alcalde Alfonso Torres derribó todas las construcciones aledañas a la torre principal del castillo, construyendo el parque que hoy lo rodea y que lleva el nombre de quien fuera su impulsor.

- Capitanía General. Edificado bajo el reinado de Felipe V, se trata de una construcción neoclásica de 1738. Situado en la Plaza de San Sebastián albergó en origen la Capitanía General del Departamento Marítimo y, posteriormente de la Zona Marítima del Mediterráneo. Con la reforma de la estructura de la Armada pasó a ser la sede de la Fuerza de Acción Marítima. En su interior destaca el salón del trono y una cuidada selección de obras de arte.

- Hospital de Marina. Construido entre 1749 y 1762 se mantuvo en activo hasta el último tercio del siglo XX, cuando tras la construcción de nuevas instalaciones, fue cerrado y abandonado. Tras una amplia remodelación se destinó a sede de la Escuela Técnica Superior de Ingeniería Industrial de la Universidad Politécnica de Cartagena (UPCT). Es de estilo neoclásico con gran influencia de la arquitectura militar. Consta de dos patios cuadrados rodeados de galerías y destaca la gran escalera central.

- Pabellón de Autopsias. Construido en 1768, se trata de un edificio anexo al Hospital de Marina, cercano a la plaza de toros que se empleó en autopsias y disecciones para las clases de anatomía de los cirujanos del ejército. Es un pequeño templete hexagonal rematado por una cúpula, de estilo neoclásico. Actualmente es un espacio expositivo.

- Cuartel de Antigones (1789-1795). Actualmente alberga la Escuela Técnica Superior de Ingeniería de Telecomunicación de la UPCT. Durante años fue la más notable sede del Ejército de Tierra en una ciudad que, como Cartagena, tenía un absoluto predominio de las fuerzas navales. Fue principalmente base del Regimiento de Infantería de Sevilla.

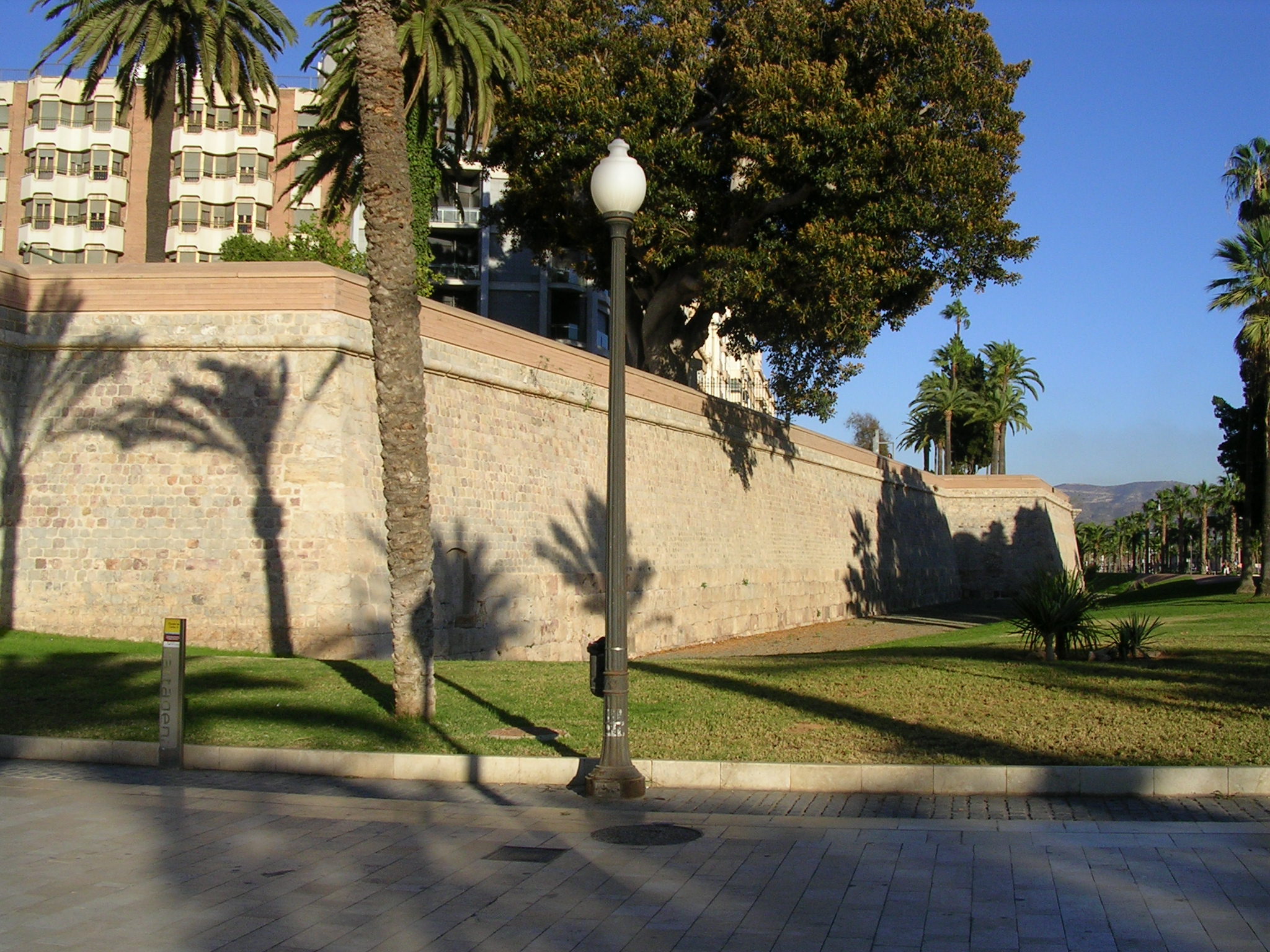
Murallas de Carlos III.

- Murallas de Carlos III (1766-1786). Cartagena fue una ciudad amurallada desde la fundación cartaginesa o la época romana. Estas murallas, de las que se pueden ver diversos restos en la ciudad, delimitaban un espacio más pequeño del que con los siglos ocuparía el casco histórico cartagenero. La primera de las grandes murallas tras la Reconquista se levantaría en el siglo XVI, coincidiendo en su ubicación en la parte marítima con la actual, pero abarcando menos terreno en tierra. En 1766, el rey Carlos III manda edificar la actual muralla, de la que se conserva casi en su totalidad la parte conocida como Muralla del Mar y un amplio lienzo de la Muralla de Tierra. A comienzos del siglo XX se decide eliminar gran parte de la Muralla, con lo que Cartagena se abre hacia el interior sin esta monumental construcción defensiva. En ese momento desaparecen también las puertas que se conservaban: las de Madrid, San José y Santa Catalina (o del Muelle). De las Puertas de San José se conservan dos bóvedas aledañas que acogen la oficina municipal de turismo y el cuerpo de guardia, integrado en el Centro de Interpretación de la Muralla Púnica.

- Arsenal Militar. Su construcción fue ordenada por el rey Felipe V tras la designación de Cartagena como capital de uno de los tres Departamentos Marítimos en que dividió España. Se inició en 1732 y concluyó en 1782, ya bajo el mandato de Carlos III. Entre los diversos ingenieros que trabajaron en su diseño y construcción, destaca Sebastián Feringán. La puerta principal es obra del arquitecto Tomás Tellarie en 1865. Se trata de un complejo de edificaciones en un recinto amurallado, destinado desde su origen a la construcción naval. En la actualidad es base de la flotilla de submarinos de España y de otras embarcaciones de la Armada Española. Su uso sigue siendo militar.

- Cuartel de Instrucción de Marinería. Construido en los aledaños del Arsenal Militar entre 1776 y 1785 fue en origen un penal (cárcel) militar, el Cuartel de Penados. Tras la Guerra Civil se utilizó como Cuartel de Instrucción de Marinería, hasta la supresión del Servicio Militar Obligatorio en 1998, momento en que quedó en desuso. Se restauró profundamente para acoger la Facultad de Economía y Empresa de la Universidad Politécnica de Cartagena y el Museo Naval, conservando la monumental portada de Aranguren de 1910.

- Real Parque de Artillería. Se erigió entre 1777 y 1786, de planta rectangular, cuya fachada principal se abre a la plaza de López Pinto. Se trata de un edificio neoclásico que se vio profundamente afectado por una explosión en 1874 durante la Guerra del Cantón. De la construcción primigenia se conservan los laterales del edificio que dan a las calles de San Juan y del Parque (soportales de la plaza de Juan XXIII). Encierra dos patios ajardinados y en la actualidad alberga el Museo Militar de artillería de la ciudad y el Archivo Municipal.

- Escuela de Guardiamarinas. Actualmente destinado a Servicios Generales de la Armada, se trata de una construcción realizada entre 1789 y 1810 y que albergó en origen una Escuela de Guardiamarinas de la Armada. Situada en una privilegiada posición frente al mar sobre la muralla de Carlos III.

- Gobierno Militar. Situado sobre la Muralla de Carlos III, en la esquina de la calle General Ordóñez y calle de la Muralla del Mar. De este recinto parte el Martes Santo la procesión de Santiago Apóstol (californios).

- Castillos y defensas de la ciudad. En el entorno de Cartagena se alzan varios castillos de estilo neoclásico construidos en el siglo XVIII con fines defensivos. El de San José (conocido popularmente como "el de los Moros"), el de La Atalaya, el de San Julián y el de Despeñaperros se encuentran en desuso. Este último tuvo un especial protagonismo durante los sucesos de 1873, al ser donde se izó la bandera que proclamaba el Cantón de Cartagena. El Castillo de los Moros, emplazado en una colina en el barrio de Santa Lucía, declarado BIC y de especial relevancia histórica en las defensas de la ciudad.  El castillo de Galeras alberga una estación meteorológica. Junto a estos castillos destaca también una construcción destinada a la vigilancia y defensa naval, el Fuerte de Navidad, recientemente restaurado.

- En las inmediaciones de la ciudad se encuentran también destacadas baterías de costa, destinadas a la vigilancia y protección así como, en los últimos años de uso, a albergar defensas antiaéreas que protegían el acceso a la dársena del puerto.

## Arquitectura religiosa

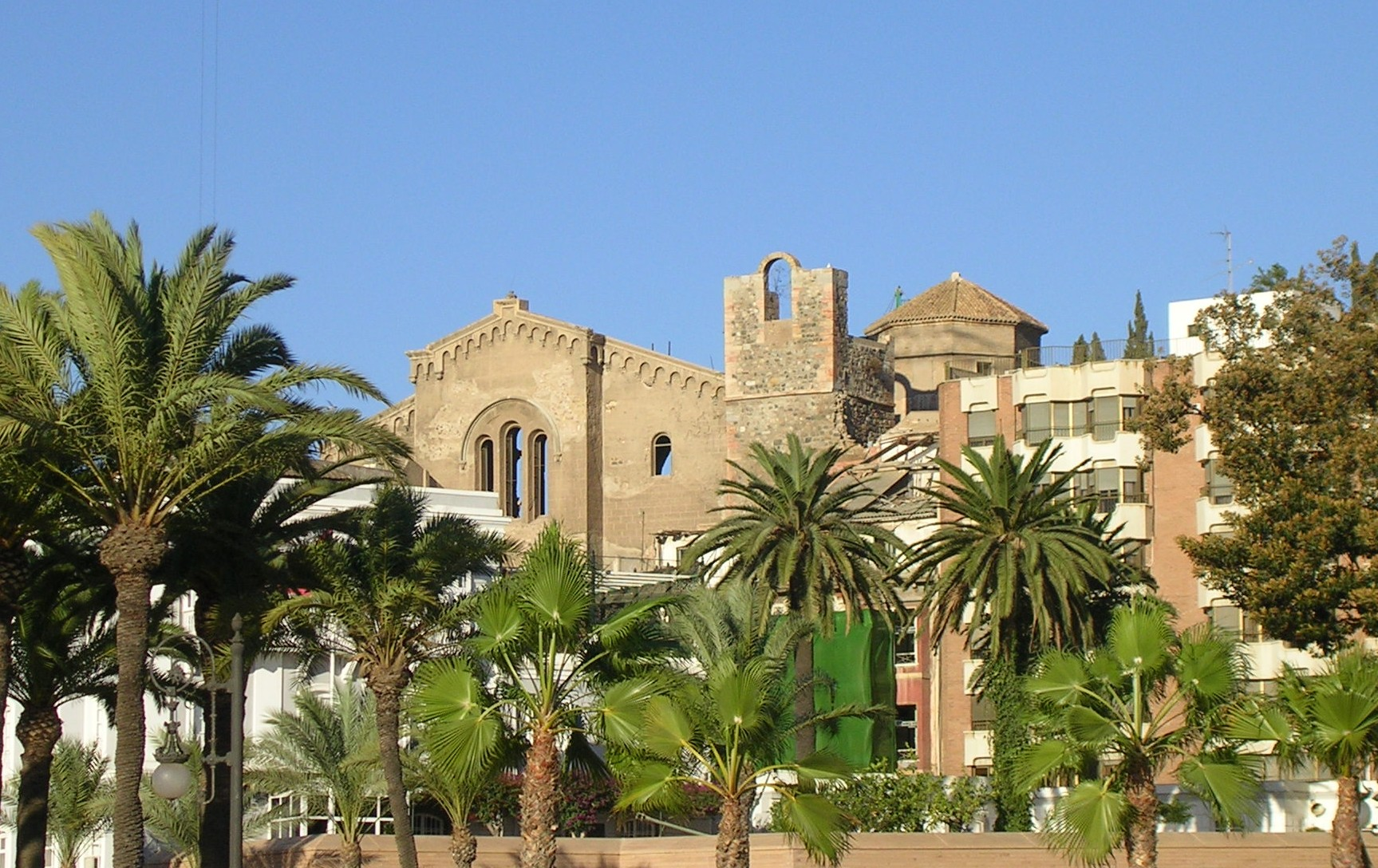
Vista de la Catedral.

- Catedral de Nuestra Señora de la Asunción (popularmente Catedral Antigua o Santa María la Vieja). Tras la reconquista de Cartagena en 1245 se restauró el antiguo obispado de Cartagena y se comenzó la construcción de una iglesia catedral. Este edificio pasó por diversas vicisitudes, hasta que entre 1899 y 1904 fue reconstruido por el arquitecto Víctor Beltrí en estilo neorrománico. Durante la guerra civil española le afectaron varios bombardeos de tal manera que quedó en ruinas, estado en el que se encuentra actualmente. Se encuentra junto al teatro romano, y parte de los elementos de éste se usaron para la construcción de la catedral. Entre las capillas que se conservan destaca la del Cristo del Socorro, netamente barroca.

- Iglesia de Santo Domingo. Templo del antiguo convento de los dominicos de 1584, aunque profusamente reformada varias veces, la última en 1974, tratando de darle una imagen "moderna" y ocultando el retablo del altar mayor del siglo XIX y los capiteles del XVIII. Entre lo más destacado de la iglesia se encuentra la Capilla de la Cofradía Marraja de 1695, que contiene uno de los principales retablos barrocos de la diócesis de Cartagena. En ella se pueden contemplar, entre otras, diversas imágenes de José Capuz. Cedida a la Armada Española, es la parroquia castrense de Cartagena.

- Iglesia del Sagrado Corazón de Jesús. Formó parte del antiguo convento franciscano de San Diego, de 1606, y por ese nombre es conocida popularmente. Reformada en 1906 por Víctor Beltrí, fue saqueada en 1936 y transformada en cuartel. En su interior se conserva una capilla dedicada a San Diego de Alcalá que perteneció a la Orden tercera, de decoración rococó. También se encuentran al culto imágenes de, entre otros, Francisco Salzillo, Juan González Moreno, José Sánchez Lozano y Juan Abascal Fuentes.

- Iglesia de Nuestra Señora del Carmen. Iglesia del antiguo convento carmelita, data de 1710 y es un templo de planta basilical de tres naves. Fue incendiada el 25 de julio de 1936, perdiéndose la totalidad de las obras de su interior. La imagen de la Virgen del Carmen, que como titular de la iglesia preside el camarín del altar mayor, es obra de los valencianos Rausell y Llorens en los años cuarenta. Las imágenes más destacadas que alberga son el Cristo de la Fe, de Mariano Benlliure y San Francisco de Asís, de Juan González Moreno.

- Iglesia Arciprestal de Santa María de Gracia. En 1712 se inicia la construcción, sobre una antigua ermita del siglo XV, de una nueva iglesia diocesana en Cartagena, que hasta entonces solo contaba con iglesias conventuales y la antigua Catedral. Las obras, que cuentan con la oposición del Cabildo Diocesano, reciben el apoyo del Obispo Belluga y del mismo rey Felipe V y se extienden entre 1713 y 1777, aunque su bendición tuvo lugar el 5 de diciembre de 1779. La fachada quedó sin realizar. Destruida por completo el 25 de julio de 1936. Entre las obras más destacadas que en la actualidad pueden encontrarse en la misma, se encuentra la Virgen del Rosell, una talla medieval que en tiempos fuera Patrona de la ciudad, los Cuatro Santos, obra de Francisco Salzillo, la Virgen de la Piedad, de José Capuz o el Cristo de Medinaceli, de Juan González Moreno. La capilla de la Cofradía del Resucitado contiene así mismo otras imágenes de Juan González Moreno y la de la Cofradía California, de 1747, varias obras de Francisco Salzillo, Mariano Benlliure o José Sánchez Lozano. Desde esta iglesia, que en la actualidad está a la espera de un amplio proceso de restauración, salen las procesiones de Semana Santa.

- Basílica de la Caridad. En 1893 el Santo y Real Hospital de Caridad decide construir una nueva iglesia anexa al mismo, frente a la anterior, que albergaba ya a la imagen de la Patrona de la ciudad, la Virgen de la Caridad, imagen napolitana realizada en 1723 por Giacomo Colombo. La iglesia, de planta central -circular-, fue diseñada por Tomás Tellarie y se construyó en estilo neoclásico, conservando en su interior elementos de la antigua iglesia del siglo XVIII, como el retablo del altar mayor que fue ubicado en la capilla del lado de la Epístola, y el conjunto rococó de la Virgen de las Ánimas en la capilla del lado del Evangelio. Además de la imagen de la Patrona, destacan en su interior esculturas de Juan Porcel o los cuadros de Manuel Wssel de Guimbarda.

- Iglesia de Santiago. Erigida en 1744. Ubicada en el barrio de Santa Lucía, muy cerca del Casco antiguo reemplazando la antigua ermita de Santa Lucía. Es un templo con planta de cruz latina y tres naves, con cúpula en el crucero y un campanario de 1918 en el lado de la epístola. La fachada, blanca, con escasa ornamentación, presenta tres cuerpos correspondientes a las tres naves. En su interior destaca el retablo y una imagen del Apóstol Santiago, patrón del barrio, del que se dice que entró a España por su puerto.

- Monasterio de San Ginés de la Jara. Edificado en un paraje cercano al Mar Menor, en una zona en la que se dice que el culto a San Ginés de la Jara se daba desde tiempos visigodos, sería el Papa Pablo III quien, en 1541 concedió culto a dicho santo y oficios religiosos al monasterio allí construido. De propiedad particular desde comienzos del siglo XX, en la actualidad se encuentra en estado semirruinoso.

## Arquitectura civil

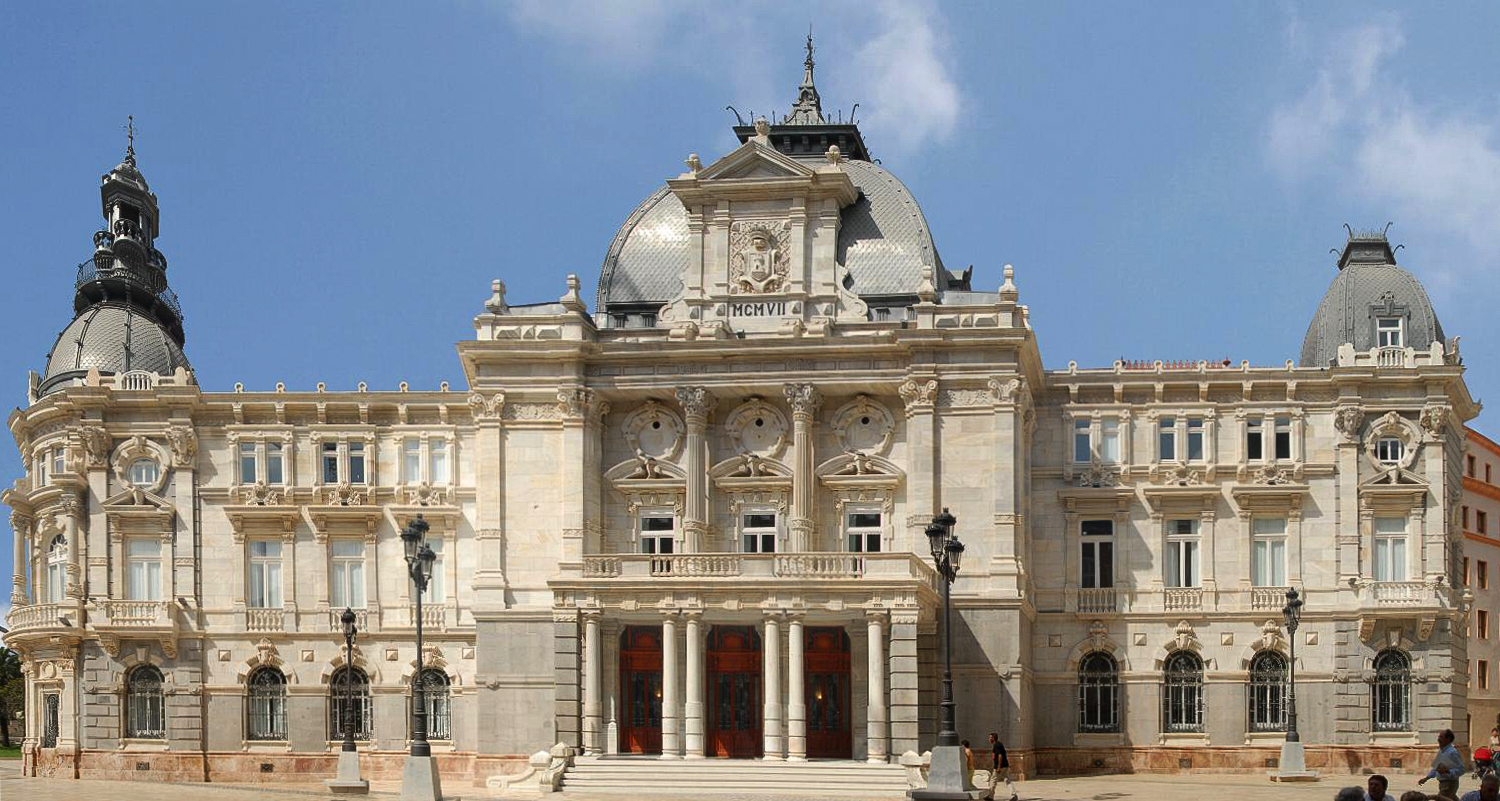
Ayuntamiento de Cartagena.

Entre las construcciones civiles más antiguas que se pueden encontrar está el antiguo palacio del Marqués de Casatilly, del siglo XVIII, reformado a finales del XIX para su uso como Casino de la Ciudad, en la calle Mayor; el Palacio de Molina, de finales de siglo en estilo barroco y neoclásico, entre las calles Jara y Honda; y también la casa de Antonio de Escaño, en la calle Medieras.
Con todo, las principales construcciones de arquitectura civil en la ciudad de Cartagena se erigen a partir de los últimos años del XIX y, sobre todo, a comienzos del XX, con el modernismo como corriente imperante. Serán decenas de edificaciones (algunas desaparecidas) y entre ellas habría que citar las siguientes como más destacadas.
- Palacio Pedreño (Carlos Mancha, 1872), con una exquisita decoración interior y exterior. Situada en un lugar privilegiado (confluencia de las calles Carmen y Sagasta), en 1890 se planteó su uso como Casa Consistorial, aunque finalmente se optó por la construcción de una nueva. En la actualidad es Centro Cultural de la Caja de Ahorros de Murcia.
- Real Sociedad Económica de Amigos del País (Carlos Mancha, 1876). La institución fue fundada en la ciudad en 1833. El edificio actual se levanta en la calle del Aire y fue construido en estilo ecléctico, correspondiendo la decoración escultórica a Francisco Requena. Se articula la fachada en cinco ejes y tres cuerpos, destacando el balcón corrido de la primera planta que presenta tres vanos sobre los cuales, en los dinteles se hallan los bustos de Mercurio, Minerva y Hercúles. Remata la fachada una espadaña con reloj de inspiración neobarroca.
- Casa Cervantes (Víctor Beltrí, 1897-1900). La primera de las grandes obras realizadas en Cartagena por Víctor Beltrí fue esta imponente residencia para la familia Cervantes en la calle Mayor, de la que se conserva la fachada, ubicando en su interior, muy remodelado, el Aula de Cultura y biblioteca de la Caja de Ahorros del Mediterráneo.
- Palacio de Aguirre (Víctor Beltrí, 1898-1900). Otra de las primeras obras de Beltrí en Cartagena, situado en una esquina junto a la plaza de la Merced y donde el autor muestra otras características del Modernismo en su fachada, como la incorporación del color y la alternancia de materiales. En este caso se conserva la distribución y parte de la decoración interior. En la actualidad es sede de la Comunidad Autónoma de la Región de Murcia en Cartagena y se proyecta ubicar en el mismo y en su entorno el Museo Regional de Arte Moderno.
- Palacio consistorial (Tomás Rico, 1907). De planta triangular, y levantado sobre la antigua casa consistorial, el Ayuntamiento es una de las principales realizaciones del arquitecto Tomás Rico Valarino. En su interior destaca la gran escalera imperial en torno a la que se encuentran diversas dependencias municipales. Son también reseñables las obras de fundición como columnas y lámparas. En 2006 finalizó un largo proceso de restauración y consolidación del mismo.
- Casa Zapata (Víctor Beltrí, 1909). Una de las últimas obras proyectadas por Beltrí, ya en un estilo más novecentista que modernista. En la actualidad Colegio de las Carmelitas.
- Gran Hotel (Víctor Beltrí, 1912-1916]). Probablemente se trate de la obra más representativa del modernismo en la región. Los contrastes de volúmenes, colores y materiales, así como un cuidadísimo programa ornamental no hacen sino poner en valor la obra de Beltrí. Originalmente de uso hotelero y en la actualidad como oficinas.
- Casa Llagostera (Víctor Beltrí, 1916): Situada en la calle Mayor, aquí Beltrí opta por una solución absolutamente diferente para su elemento más importante: la fachada, en la que junto a los miradores y balcones con maderas y hierro forjado, predomina la decoración de azulejos con escudos y personajes mitológicos. Está en proceso de restauración.
- Casa Dorda (Víctor Beltrí, 1908). Emplazada al inicio de la calle del Carmen, se trata de una imponente construcción modernista de aires neobarrocos cuya fachada se resuelve con líneas curvas y motivos florales que decoran los miradores y balcones corridos. En su interior puede hallarse un patio de inspiración nazarita con arcos de herradura y motivos geométricos.

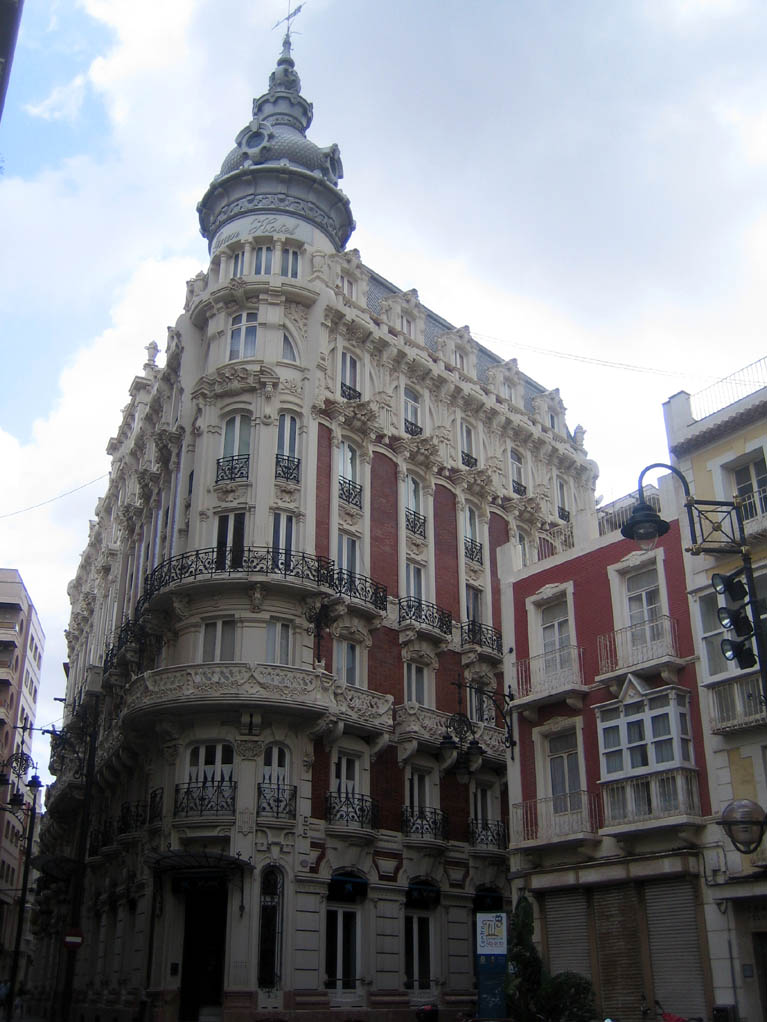
Gran Hotel. Víctor Beltrí, 1916.

Otras construcciones modernistas destacadas son el Pasaje Conesa (1891), el Castillito de Los Dolores (Tomás Rico, 1900), el edificio Dorda Bofarull -popularmente Tárraga- (Víctor Beltrí, 1903), el edificio Clares (Mario Spottorno, 1906), la Casa Maestre (Víctor Beltrí, 1906 sobre proyecto de Marcelino Coquillat), el edificio Pascual de Riquelme (Tomás Rico, 1908), la finca Llagostera (Carlos Mancha, 1903) en Los Dolores, la Villa Calamari, conocida como Palacete Versalles (Víctor Beltrí, 1900), cerca de San Félix, el antiguo Club de Regatas (Spottorno, 1912; tras ser destruido por un incendio fue sustituido por una réplica) y la nueva Pescadería (Tomás Rico, 1912). De especial interés es también el Gran Cine Central, ubicado en la plaza de la Merced en el solar del que fuera el convento homónimo, siendo de Carlos Mancha la imponente fábrica de ladrillo del exterior (1880) destinada en principio a un mercado y cuya posterior remodelación interior de Lorenzo Ros (1925) en fastuoso lenguaje neobarroco y déco albergó el primer cinematógrafo de estas características en la Región.
Mención especial merecen las distintas edificaciones de la zona del puerto, como las de la Autoridad Portuaria (1925) y Aduanas (Maese Velasco, 1930).
Cartagena cuenta así mismo con algunas construcciones educativas de valor arquitectónico. Es el caso de las Escuelas Graduadas (Tomás Rico, 1900), el Patronato del Sagrado Corazón (Víctor Beltrí, 1900), la Casa del Niño (Víctor Beltrí], 1917-1929), La Casa de Misericordia (Víctor Beltrí, 1929) o las Escuelas de la Sociedad Española de Construcción Naval -hoy Museo Naval- (Lorenzo Ros, 1924).
Otras construcciones civiles destacadas serían la Estación de Ferrocarril (diseñada por el ingeniero Rafael Peyroncely, [909), la Fábrica de Fluido Eléctrico Hispania (popularmente la "Fábrica de la Luz") (Oliver, 1900), la Casa de Misericordia (1923), el Mercado de Santa Florentina o la discutida Asamblea Regional (Rafael Braquehais).

## Arquitectura contemporánea

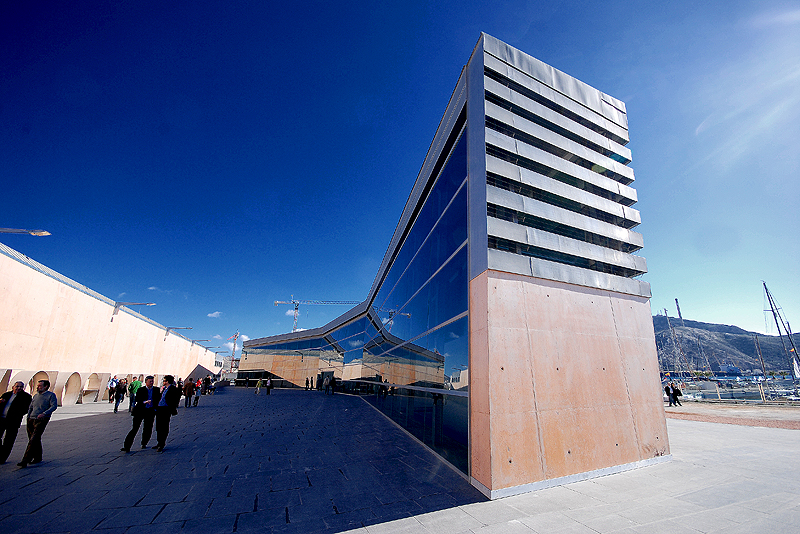
ARQUA.

En los últimos años del siglo XX y principios del XXI se ha llevado a cabo una intensa reforma urbana en la ciudad con la construcción de diversos edificios de arquitectura de vanguardia. Entre los más destacables se encuentran:
- Submarino Peral, ideado por el cartagenero Isaac Peral y construido en 1888. En 1929 se recuperó para la ciudad y actualmente se expone en el Paseo de Alfonso XII como monumento.

- Museo del Teatro Romano, obra de Rafael Moneo. Inaugurado en 2008.

- Museo Nacional de Arqueología Subacuática, de Guillermo Vázquez Consuegra. Inaugurado también en 2008.

- Ascensor panorámico, obra de Andrés Cánovas Alcaraz y Martín Lejarraga.

- Auditorio y palacio de congresos El Batel (José Selgas y Lucía Cano).

- Palacio de Deportes (Juan Antonio Sánchez Morales, Miguel Mesa del Castillo Clavel y Riccardo Crespi).

- Estación de autobuses (Jesús Carballal Fernández, primer premio en el concurso nacional), inaugurada en 1995, con su característico remate asemejando un faro a partir de la integración de una de las antiguas chimeneas de la Fábrica del Gas sobre cuyo solar se asienta.

- Nuevo Club de Regatas.
- Nueva Terminal de Cruceros del Puerto de Cartagena, de Martín Lejarraga, inaugurada en 2012, resolviendo una nueva y vanguardista fachada marítima para la ciudad en la que destaca la gran explanada de acogida para los viajeros y el concepto de kioscos y pérgolas, muy alabado por la crítica.

## Arquitectura en barrios y diputaciones
- Teatro Apolo de El Algar, declarado BIC y restaurado. Se reinauguró en 2011.

- Molinos de viento del Campo de Cartagena son un ejemplo de arquitectura tradicional.

- Faro de Cabo de Palos, terminado en 1864 reutilizando los sillares de una torre renacentista. Situado en la población de Cabo de Palos, en la diputación del Rincón de San Ginés.

- Torre de Santa Elena. En La Azohía, dentro del término de Cartagena, se encuentra esta construcción del siglo XVI, de carácter defensivo que formaría parte del conjunto de torres de vigilancia levantadas durante el reinado de Carlos I. Recientemente restaurada, se trata de una torre de planta hexagonal.